# Derobrochus aeternus
Derobrochus aeternus là một loài Trichoptera hóa thạch trong họ Polycentropodidae.